# Мария Комнина (дъщеря на Мануил I Комнин)
Вижте пояснителната страница за други личности с името Мария Комнина.
Мария Комнина Порфирогенита (на гръцки: Μαρία Κομνηνή, Maria Komnēnē, март 1152 в Константинопол – юли 1182) е византийска принцеса, най-голяма дъщеря и първо дете на император Мануил I Комнин и Берта фон Зулцбах. Мария е наречена Порфирогенита (Багренородна), тъй като по стара традиция императрицата ражда първото си дете, за което всички се надяват, че ще е мъжки наследник на престола, в специална зала в императорския дворец, наречена „пурпурна зала“.
През 1163 г. Мария Порфирогенита е сгодена за унгарския крал Бела III. Император Мануил, който не вярвал, че ще се сдобие с мъжки наследник, планира да посочи за наследник на престола бъдещия си зет, за което го удостоява с титлата деспот и името Алексий. Годежът на Мария и крал Бела III е разтрогнат през 1169 г., веднага след като втората съпруга на императора, Мария Антиохийска, ражда син на Мануил I, Алексий. Скоро след това Мария Порфирогенита е сгодена за крал Вилхелм III Сицилиански, но и този годеж е разтрогнат от Мануил I. През 1170 г. посолство на Мануил I при анлийския крал Хенри II преговаря за сключването на брак между Мария и Джон Безземни - най-малкия син на краля, – но Хенри II отклонява предложението. Най-накрая през 1180 г. Мария се омъжва за осемнадестгодишния Райнер Монфератски (1162 – 1183), който променя името си на Йоан и получава титлата кесар.
След смъртта на император Мануил I Комнин през февруари 1181 г. Мария Порфирогенита и съпругът ѝ организират заговор срещу регентството на Мария Антиохийска, която управлява от името на малолетния Алексий II Комнин. Те привличат на своя страна константинополския патриарх и намиращия се в изгнание Андроник Комнин, братовчед на императора. Като първородна дъщеря на Мануил Комнин Мария Порфирогенита се смята за законна наследница на властта в империята, а и на възраст е колкото доведената си майка. Заговорът обаче е разкрит в началото на март същата година и патриархът е арестуван по заповед на протовестиария Алексий Комнин, което поставя началото на кървава вендета по улиците на Константинопол. По време на тези събития Мария Порфирогенита, кесарят Райнер Монфератски и група техни съмишленици са обсадени от правителствени части в църквата Св. София (преди Великден на 5 април). Първоначално Мария Антиохийска и протовестиарият Алексий Комнин предлагат на Мария и кесаря Райнер амнистия, но те категорично отказват да се разграничат от съзаклятниците си, като разчитат и на помощ от населението на града, което в по-голямата си част ги подкрепяло. В подготовката за щурма на църквата протовестиарият Алексий изпраща срещу бунтовниците императорския гарнизон от Големия дворец, а хора на Мария Антиохийска разрушават сградите около църквата и Августеума, които служили за прикритие на бунтовниците. Голямата битка между императорските войски и обсадените в църквата започва на 2 май 1181 г. След известна съпротива някои от хората на Мария Порфирогенита и кесаря Райнер се предават, а други се самоубиват в самата църква. Кесарят Райнер прави опит да пробие обсадата, но по-късно през деня е принуден да отстъпи отново зад стените на храма. Междувременно от името на кесарисата патриарх Теодосий моли регентите за временно преустановяване на сраженията. Мария Антиохийска и Алексий Комнин приемат предложението и пращат делегация, която да преговаря с кесарисата и съпруга ѝ. Мария и Райнер получават гаранция, че няма да загубят статуса си в дворцовата йерархия, след което сраженията окончателно са прекратени.
През 1182 г. Андроник Комнин влиза в града и провокира жителите му да извършат масови кланета в квартала на латините, населяван предимно от венецианци и генуезци. След като Андроник установява контрол над Константинопол, императрица Мария Антиохийска е арестувана и хвърлена в тъмница, а Мария Порфирогенита и Райнер Монфератски са отровени по негова заповед. Самият Андроник Комнин застава начело на регентския съвет на малолетния Алексий II Комнин, когото убива по-късно.